# Смольянинова, Евгения Валерьевна
Евгения Валерьевна Смольянинова (род. 28 февраля 1964, Новокузнецк, Кемеровская область) — русская певица, исполнительница русских народных песен, романсов и авторской песни, композитор, заслуженная артистка РФ (2011).

## Биография

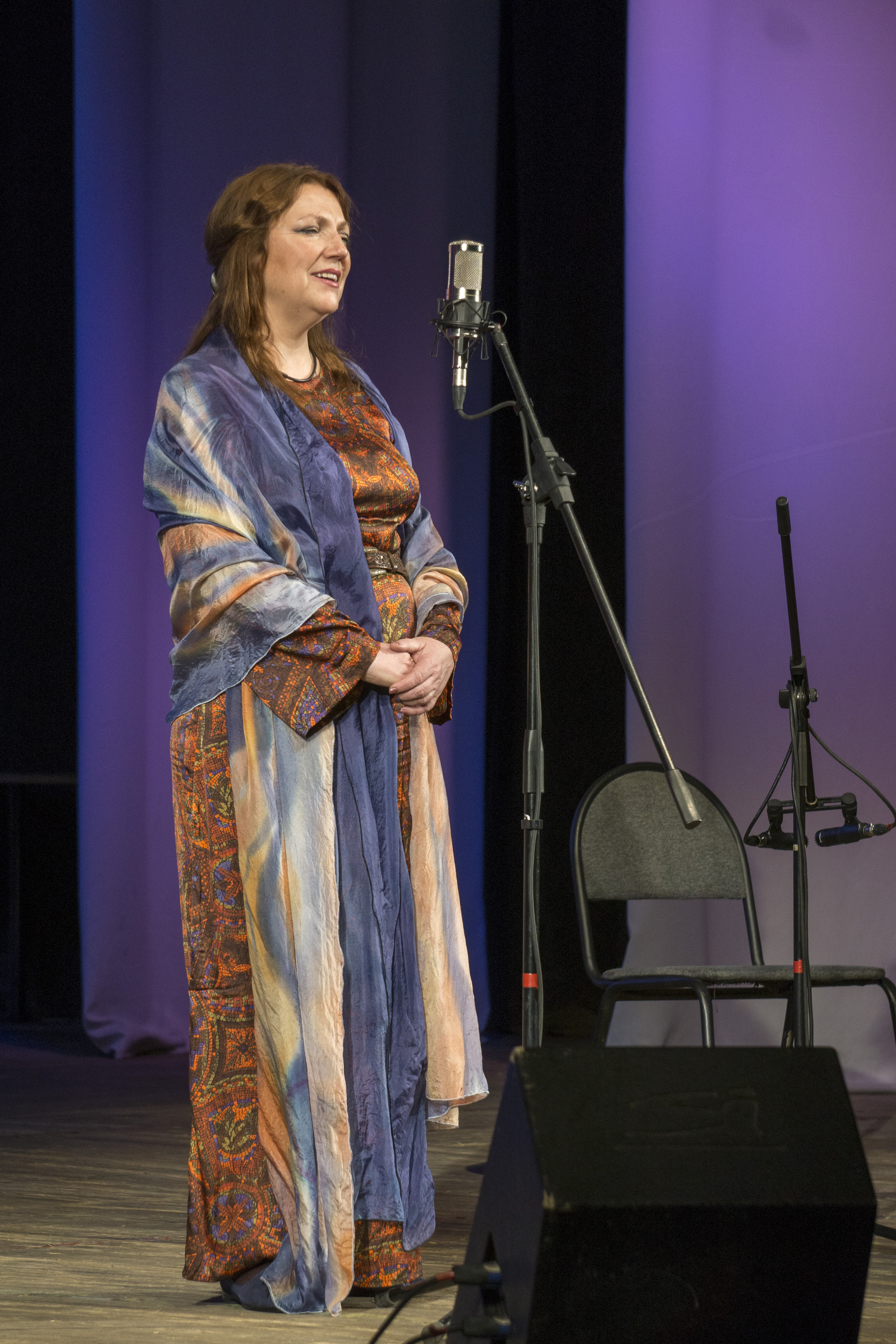
На концерте в Тольятти, 2015

Евгения Смольянинова родилась в Новокузнецке и прожила здесь свои первые три года. Потом семья переехала в Кемерово, где будущая певица и выросла. Мать преподавала иностранный язык. Отец — Валерий Дмитриевич Юделис (род. 19.07.1937, Прокопьевск), профессиональный спортсмен, педагог-тренер, основатель ХК «Шахтёр» г. Прокопьевска, играл за Новокузнецкий хоккейный клуб «Металлург». Занималась в музыкальной школе, в 18 лет поступила в музыкальное училище в Ленинграде на фортепианное отделение. За время учёбы Евгения Смольянинова успела поработать во Дворце молодёжи, где в 1982 году состоялось её первое выступление как певицы, в театре Вячеслава Полунина в спектакле «Картинки с выставки» на музыку М. Мусоргского и в спектакле «Муму» Малого драматического театра. Во время летних поездок с однокурсниками в фольклорные экспедиции занималась собиранием русского фольклора по северным областям России.
Также в тот период Евгения Смольянинова занималась изучением ленинградских музыкальных архивов, благодаря чему открыла и дала вторую жизнь целому ряду забытых городских романсов и песен XIX — начала XX веков. Важной вехой в музыкальной судьбе Евгении Смольяниновой явилось знакомство с песнями крестьянской певицы, хранительницы русских песен Ольги Федосеевны Сергеевой, которые были записаны на случайно попавшую в руки Смольяниновой аудиокассету. Ольга Федосеевна была известна также тем, что спела в фильме Андрея Тарковского «Ностальгия». Через некоторое время Смольянинова смогла услышать эти песни в живом исполнении: Ольга Федосеевна была приглашена в Ленинград и пела народные песни во Дворце молодёжи.
Евгения Смольянинова вспоминает: 

И когда она запела, я почувствовала всем своим существом, как по залу разлилась какая-то прохлада. Покой необыкновенный. Я забыла, что у меня болела голова, и была настолько потрясена, что во время выступления рыдала от её голоса. Так сладостно я, наверное, никогда в жизни больше не рыдала. Это было необыкновенное состояние, настоящее чудо. Ольга Федосеевна перевернула мои представления не только о пении — о музыке вообще, о мироздании, о Боге, о людях и любви. В какой-то момент я умерла. Для меня не существовало ничего: ни занятий по фортепиано, ни семьи, ни друзей. Во всём, что меня окружало, улавливалось только эхо её голоса, и в таком состоянии я находилась около трёх лет — пока внутри меня всё переформировалось, чтобы я смогла спеть и не заплакать, а зрители, наоборот, светлели душой и не стыдились своих слёз
.
Из воспоминаний Е. В. Смольяниновой: 

Последняя встреча с Ольгой Федосеевной Сергеевой у меня была примерно за полгода до её кончины — я заезжала к ней в деревню. В это время только что вышел мой диск, где были записаны и её песни. Мы с ней много говорили, а потом я подогнала машину к окну и поставила диск. Она, услышав песню, сказала: «Это я пою». Когда узнала, что пела я, засмеялась, но потом проговорила: «Только никому наши песни не нужны»
.
В 1986 году Евгения Смольянинова впервые выступила перед телеаудиторией, а годом позже в экранизации одноимённого романа Максима Горького «Жизнь Клима Самгина» (реж. В. Титов) озвучила героиню фильма певицу Дуняшу.
Широкую известность в исполнении Е. Смольяниновой получил романс русского композитора и поэта Евгения Юрьева «В лунном сиянии», прозвучавший в фильме «Вход в лабиринт» (1989).
В 2005 году Евгения Смольянинова была удостоена премии «Национальное Достояние России» Международного Благотворительного Фонда «Меценаты Столетия».
В 2007 — награждена орденом «Святой княгини Ольги» Русской Православной Церкви и орденом «Торжество Православия» Общественного фонда «Народная награда».
В настоящее время певица продолжает заниматься музыкой. Она регулярно дает концерты по городам России и за рубежом. Среди ее поклонников есть не только взрослые и пожилые люди, но и молодежь.

## Личная жизнь
В интервью Евгения Смольянинова старается обходить тему семьи, поэтому многое из ее биографии остается для журналистов и поклонников закрытым.

## Дискография
1. 1997 — В лунном сиянии
2. 1997 — Молитва
3. 1998 — Я помню чудное мгновенье…
4. 2001 — Старинные романсы
5. 2002 — Красота
6. 2004 — Две слезы
7. 2004 — Золотые сады

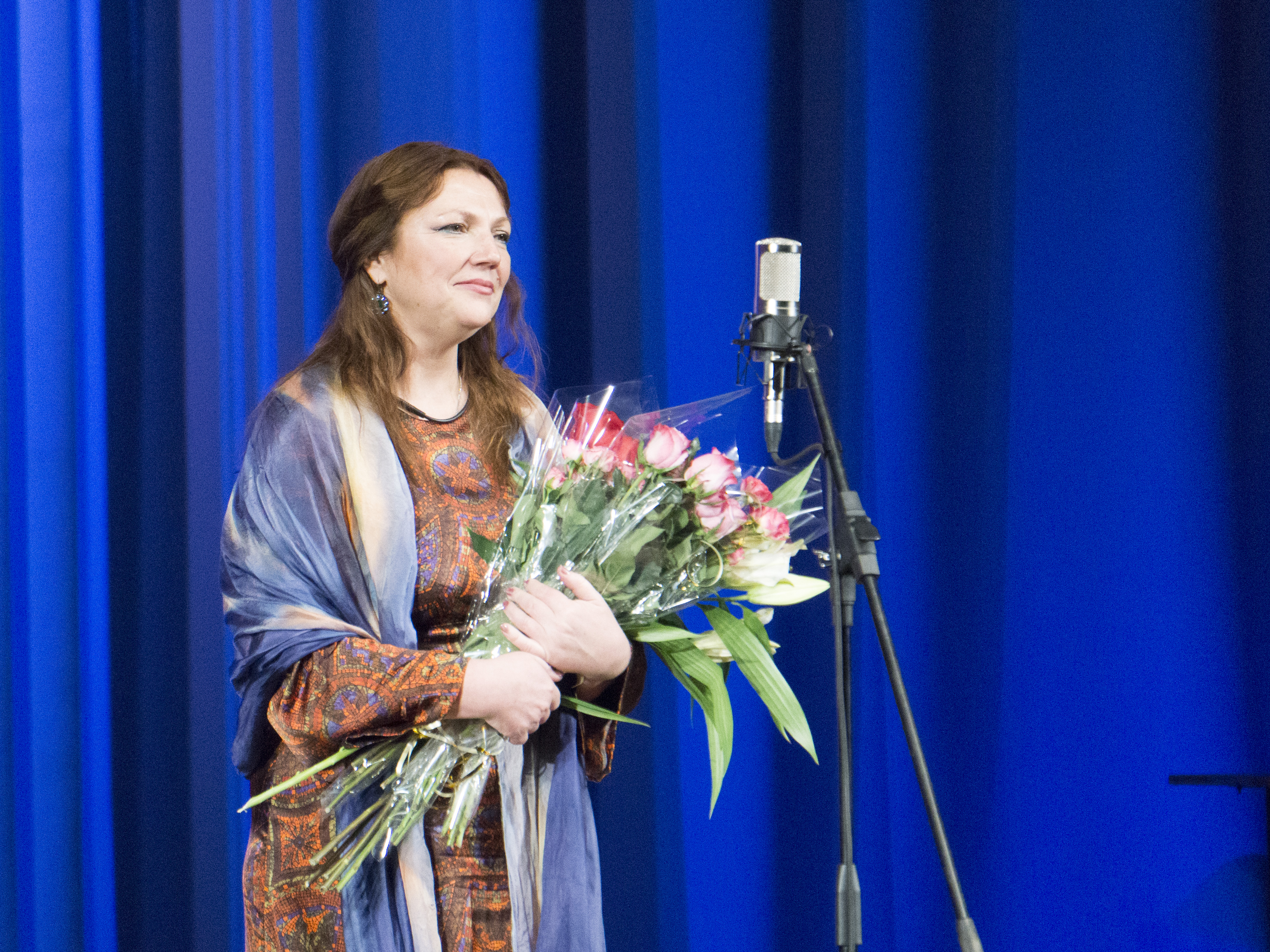
На концерте в Тольятти, 2015

8. 2006 — Концерт в Большом зале Политехнического музея (DVD)
9. 2007 — Былые радости
10. 2007 — Концерт «Зимний вечер в зале Чайковского» (DVD)
11. 2007 — Юбилейный концерт в Политехническом (VHS)
12. 2007 — Александру Вертинскому — Классические Розы.
13. 2008 — Концерт «Гори гори моя звезда». Концерт в КЦ им. Л.Орловой (DVD)
14. 2009 — Чудное мгновенье
15. 2011 — Как у нашем у раю

## Фильмография
1. 1987 — Жизнь Клима Самгина (телесериал) — вокал Дуняши-Евдокии Стрешневой
2. 1987 — Садовник — вокал, Тоня (полное имя — Антонина)
3. 1988 — Красота (Лентелефильм, реж. Олег Ерышев)
4. 1988 — Сияет мне (Лентелефильм, реж. Олег Ерышев)
5. 1988 — Поделиться добротой (Лентелефильм, реж. Олег Ерышев)
6. 1988 — Игра с неизвестным (реж. Пётр Солдатенков)
7. 1988 — Штаны — вокал (исполнение русской песни в конце фильма)
8. 1989 — Вход в лабиринт — вокал («В лунном сиянии»)
9. 1989 — Молодой человек из хорошей семьи
10. 1992 — Пустельга
11. 1993 — Счастливый неудачник — певица
12. 1995 — Мусульманин — вокал («Мой миленький дружок»)
13. 1995 — киноальманах «Прибытие поезда», фильм «Дорога» — Шура (подруга Яшки)
14. 1996 фильм "Шанхай" - исполнение финальной песни
15. 1999 — Китайский сервиз — вокал певицы Зинаиды Волошиной (исполнение романсов)
16. 2009 — Братья